# قارچ کرک‌پوش
قارچ کرک‌پوش (نام علمی: Tricholoma vaccinum) نام یک گونه از سرده قارچ کرکی‌لبه است.